# Ziemiaństwo

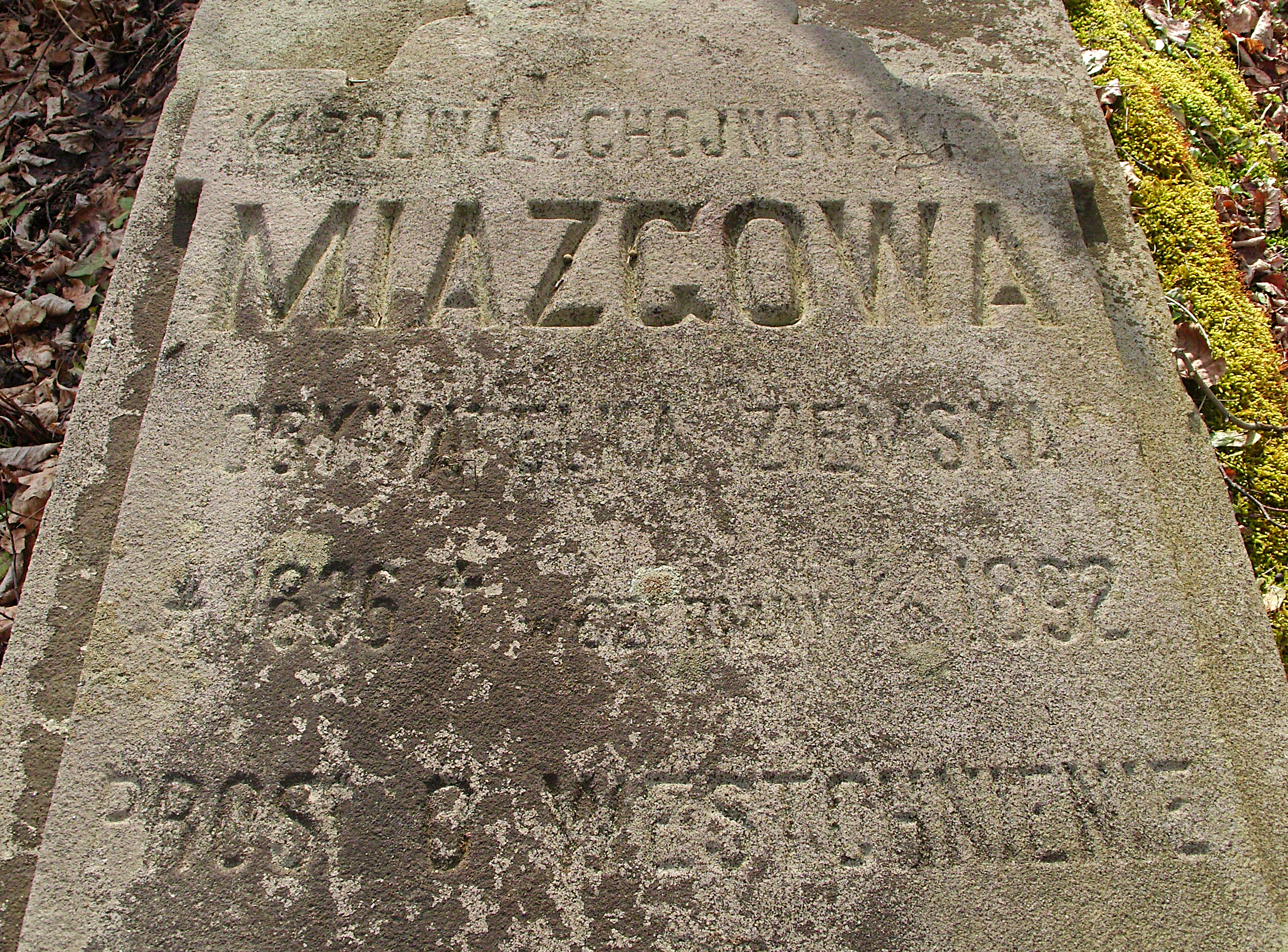
Nagrobek obywatelki ziemskiej, z XIX w.

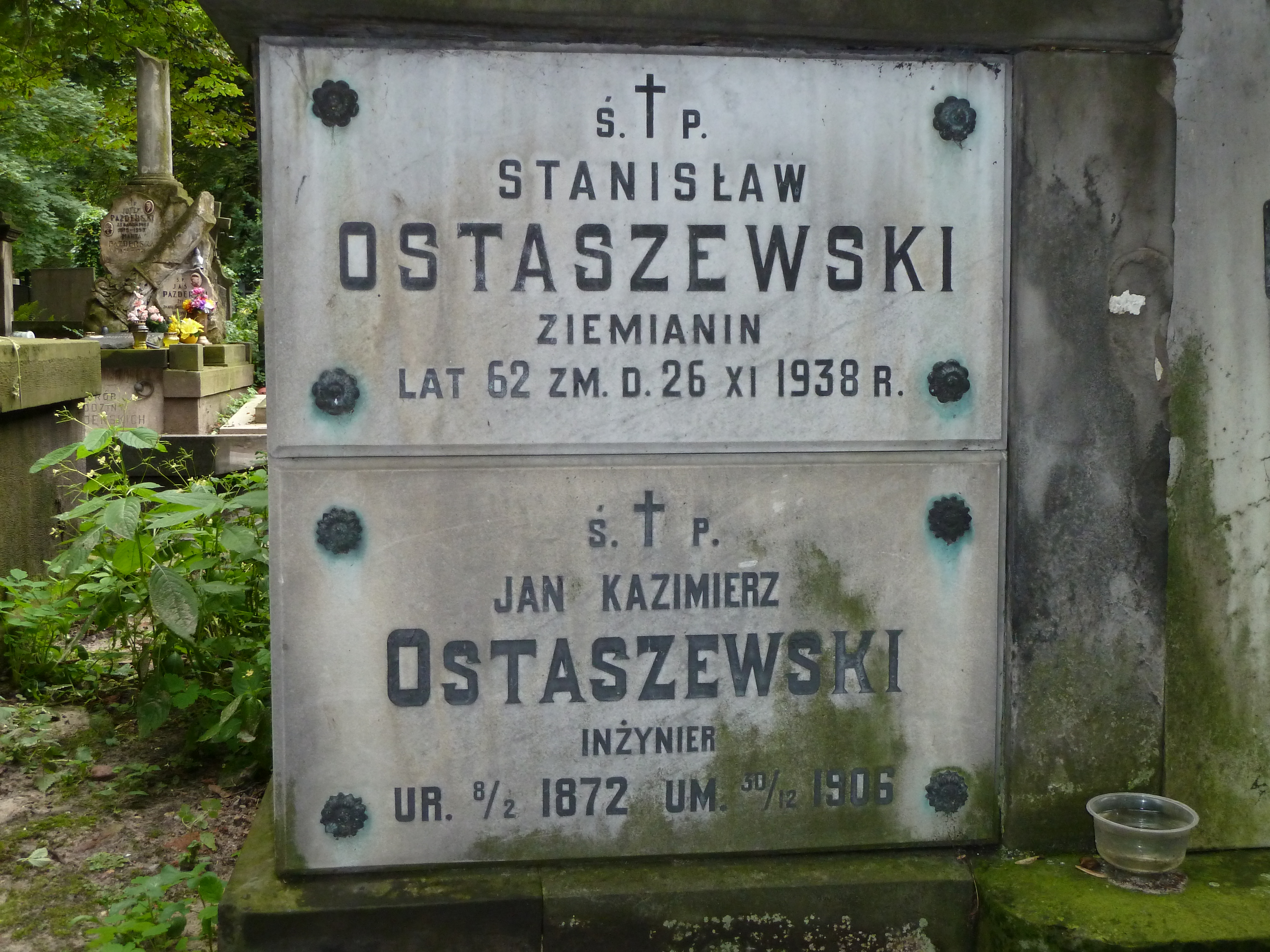
Nagrobek ziemianina, z XX w.

Ziemiaństwo (również ziemianie, posiadacze ziemscy, posiedziciele ziemscy, obywatele ziemscy) – grupa społeczna i kategoria wytwórców. Właściciele, dzierżawcy i administratorzy większej własności ziemskiej.

## Ziemiaństwo na ziemiach polskich
W języku staropolskim termin „ziemiaństwo” oznaczał szlachtę zamieszkującą określoną ziemię, ale także wszystkich, którzy zajmowali się rolnictwem – uprawiali ziemię w tym chłopów. Tak szeroki zakres pojęcia był używany jeszcze do połowy XIX w. Najczęściej jednak ziemianami nazywano szlachtę-posesjonatów. Od połowy XIX w. do ziemiaństwa zaliczano posiadaczy majątków powyżej 50 ha.
W okresie po powstaniu styczniowym termin ziemiaństwo był węższy niż termin szlachta, gdyż wskutek rozrostu rodzin szlacheckich i klęsk narodowych związek szlachty z posiadaniem ziemi został zerwany. Z drugiej strony termin ziemiaństwo nie obejmował tylko szlachty, ale też liczną grupę osób pochodzenia miejskiego i ludowego. Pojęcie ziemiaństwa nie pokrywało się w pełni z pojęciem inteligencji. W wyrazie ziemiaństwo o wiele mocniej podkreślany był charakter zawodowy warstwy, aniżeli w poprzednim terminie szlachty. Termin ziemiaństwo przedstawiany był jako związany z popowstaniowymi pozytywistycznymi hasłami „pracy u podstaw”, wytrwania przy ziemi i narodowości, przejścia od beznadziejnych wówczas marzeń powstańczych do ratowania i tworzenia Polski mrówczą pracą gospodarczą.
Szlachcie ziemianom poświęcono II rozdział Konstytucji 3 maja, w której wykonaniu odsunięto jednak od praw politycznych szlachtę najuboższą: nieposiadającą posesji dziedzicznej i niepłacącą podatku określonej wysokości. Mieszczanie uzyskali ponownie utracone na mocy statutu piotrkowskiego z 1496 r. prawo nabywania i posiadania dóbr ziemskich.
Nawiązująca w swej treści do tradycji Konstytucji 3-go maja Konstytucja marcowa z 1921 r. odmówiła uznania przywilejom rodowym i stanowym, herbom, tytułom rodowym i innym, z wyjątkiem naukowych, urzędowych i zawodowych (art. 96). Z kolei obowiązujące w okresie międzywojennym prawo nie uzależniało możliwości nabycia nieruchomości ziemskich od przynależności do określonej grupy społecznej. W tym stanie rzeczy kultywowanie tradycji szlacheckich ograniczało się do troski o więzi krewniacze i zachowanie systemu wartości przekazywanego wraz z tradycją rodzinną, powodującą niejako dziedziczenie pamięci historycznej mimo wielu turbulencji dziejowych, jakich doświadczyły poszczególne rody. Rodziny ziemiańskie stały się nośnikiem pamięci historycznej, tradycji patriotycznych i współtwórcą kultury polskiej, czego symbolem były dwory ziemiańskie i duch, który w nich panował. Równocześnie na drodze sądowej skutecznie dążyły do odzyskania od państwa polskiego dóbr zagarniętych wcześniej przez zaborców.
W przededniu II wojny światowej państwo polskie zamieszkiwało 79 375 osób reprezentujących warstwę ziemiańską, w tym 17 639 osób było głowami rodzin – właścicielami majątków. Szersza definicja ziemiaństwa obejmuje również administratorów, dzierżawców wraz z rodzinami, tzw. rezydentów, a także ziemiaństwo zakordonowe – co stanowi 100 tys. osób. Jeszcze szersze rozumienie pojęcia ziemiaństwa obejmuje nie tylko dzierżawców i administratorów majątków ziemskich pochodzenia, ale także potomków ziemian w pierwszym pokoleniu zamieszkałych w miastach i nie żyjących z ziemi, ale utrzymujących silne związki z rodem, a więc grupę społeczną wynoszącą w przedwojennej Polsce 250 tys. osób, na którą składało się 20 tys. osób będących właścicielami ziemskimi, 140 tys. osób stanowiących rodziny zamieszkałe w dworach i pałacach oraz 90 tys. osób stanowiących potomków ziemian, co prawda zamieszkałych w miastach, ale utrzymujących silne związki z rodem. W 1921 r. było w Polsce 2 656 064 posiadłości rolnych o powierzchni przekraczającej 1 ha. Powierzchnia 13 102 nieruchomości (wraz ze Śląskiem) przekraczała 100 ha.

### Okupacja sowiecka i niemiecka
W okresie okupacji 1939–1945 Niemcy, a po 17 września Związek Sowiecki, rozpoczęły planową likwidację elit: profesorów uniwersytetów, ziemian, wyższych urzędników, księży i oficerów. Na terenach przyłączonych do Rzeszy Niemcy zagarnęli polskie majątki ziemskie usuwając, właścicieli, mordując i zamykając w obozach. Nakazali likwidację Związku Ziemian. Pięciu spośród siedmiu prezesów okręgów Związku Ziemian zostało przez Niemców zamordowanych. Ten sam los spotkał Prezesa Rady Naczelnej ZZ Adolfa Bnińskiego z Gułtów, byłego wojewodę poznańskiego i senatora RP. W lipcu 1941 roku został aresztowany przez Gestapo za odmowę podpisania odezwy niemieckiej do narodu polskiego w sprawie wspólnej akcji antyradzieckiej i w jesieni 1942 roku po torturach zamordowany.
Na obszarze Generalnego Gubernatorstwa właścicieli ziemskich (o ile nie byli w wojsku, oflagach lub nie zostali zamordowani) niemiecki okupant zostawiał w majątku, ustanawiając niemieckiego nadzorcę. Na terenach zagarniętych przez ZSRR NKWD likwidowało wszelkie gniazda polskiego ziemiaństwa, paląc dwory, niejednokrotnie razem z mieszkańcami (Szemetowszczyzna, Czombrów, Worończa).
Walka zbrojna polskiego podziemia – ZWZ, potem AK była, tak jak walka z zaborcami w wieku XIX, w dużej mierze oparta na bazie, jaką stanowiło ziemiaństwo, ich dwory i pałace.

### Współczesność

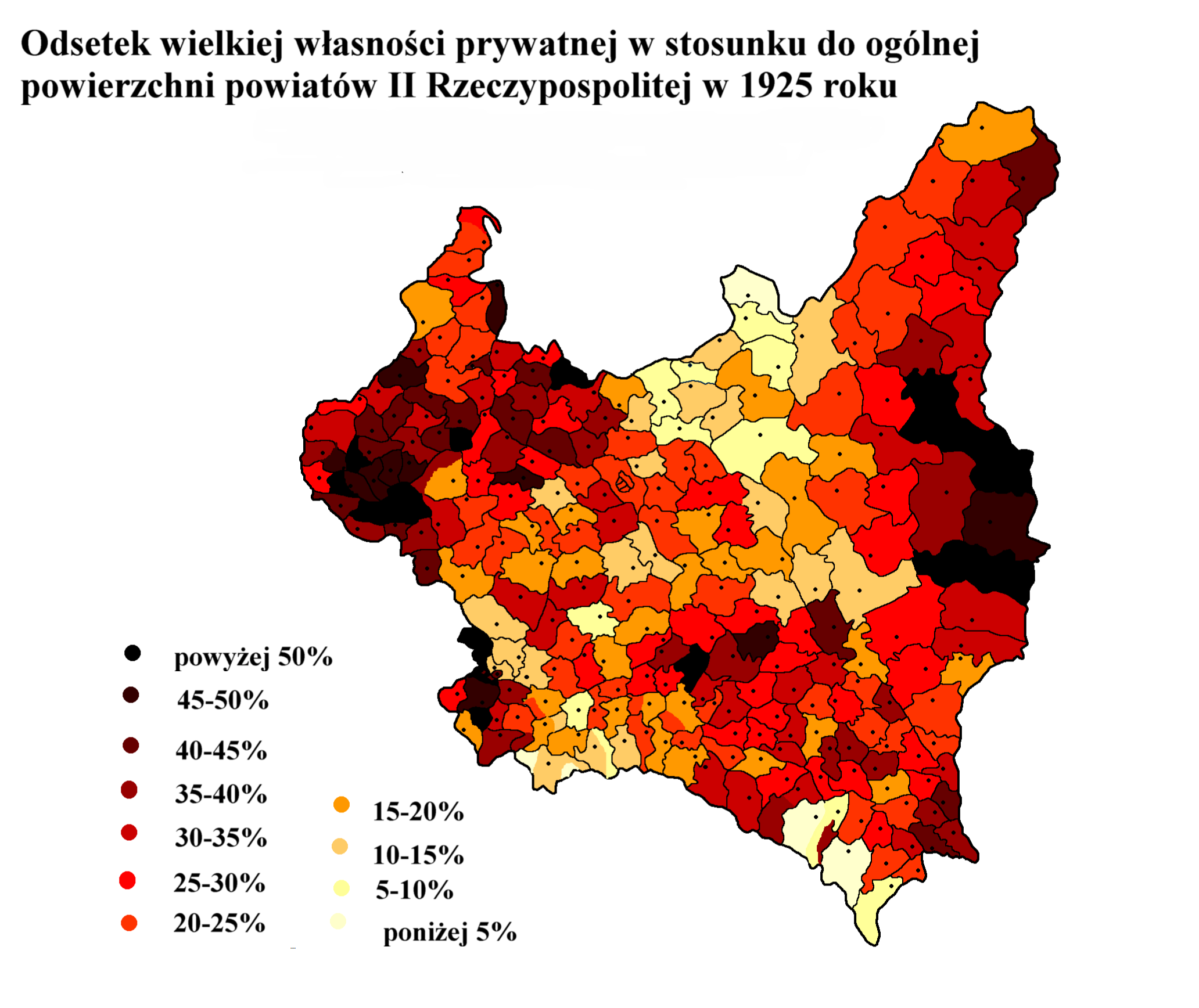
Udział procentowy wielkiej własności prywatnej w ogólnej powierzchni powiatów II Rzeczypospolitej w 1925 roku

Kres istnienia ziemiaństwa położyła II wojna światowa i jej następstwa w postaci: przesiedleń, zmiany systemu polityczno-gospodarczego, utraty przez Polskę Kresów Wschodnich oraz dekret PKWN 6 września 1944 r. o przeprowadzeniu reformy rolnej. Dekret PKWN wywłaszczał ze skutkiem natychmiastowym i bez odszkodowania wszystkich właścicieli majątków ziemskich o powierzchni powyżej 50 hektarów (w województwach zachodnich powyżej 100 hektarów), odbierając im, oprócz ziemi, żywy inwentarz oraz budynki i ich wyposażenie z dworem włącznie. 12 grudnia 1944 roku wydano dekret o upaństwowieniu lasów powyżej 25 ha. Janusz Kaliński wskazuje, że celem komunistycznej reformy rolnej (prezentowanej jako kontynuacja reform międzywojennych) była likwidacja ziemiaństwa jako klasy; powstałe w jej wyniku indywidualne gospodarstwa były zbyt małe dla rentownej produkcji, co ułatwiło kolektywizację, przeprowadzoną wbrew pierwotnym zapowiedziom. M. Wołkowski-Wolski regulacje dekretu PKWN o reformie rolnej traktuje jako „wypędzenie”.
Ogłoszone w tym samym czasie Wskazówki dla brygad robotniczych pracujących przy parcelacji majątków nakazywały „usunąć właściciela [...] w ciągu trzech dni, nie pozwalając mu zabrać nic więcej poza przedmiotami osobistego użytku”. Właścicielom ziemskim nie wolno też było brać tej części majątku osobistego, która miała wartość naukową, artystyczną lub muzealną (na podstawie par. 11 rozporządzenia ministra rolnictwa i reform rolnych z 1 marca 1945 r.), co pozbawiało ich wielu pamiątek rodzinnych. Mimo że dekret o reformie rolnej pozbawiał ziemian całego majątku bez odszkodowania, to teoretycznie zapewniał im środki do życia. Przyznawał wywłaszczonym ziemianom prawo do gospodarstwa o powierzchni 5 ha albo „zaopatrzenie miesięczne w wysokości uposażenia urzędnika państwowego VI grupy”. Tę tak zwaną rentę ziemiańską szybko ograniczono do osób niezdolnych do pracy, a później zamieniono na rentę inwalidzką w najniższym wymiarze. Politykę rolną nowej władzy w Polsce cechował szczególny radykalizm. Przeprowadzane bowiem w tym samym czasie reformy rolne w Czechosłowacji, na Węgrzech i w Rumunii pozostawiały właścicielom ziemskim pewne minimum posiadania.
Ci ziemianie, którzy po 1945 r. nie emigrowali, a zdecydowali się na pozostanie w Polsce, jako wrogowie ustroju socjalistycznego byli represjonowani i inwigilowani przez aparat bezpieczeństwa. Frazeologii antyziemiańskiej towarzyszyły masowe aresztowania. Ziemianie padali ofiarą procesów pokazowych, w których stawiano im sfingowane zarzuty.
Obecnie około 180 dworów w Polsce należy do osób prywatnych, w tym, jedynie 60 do potomków byłych właścicieli (część z nich w ruinie), sprzed II wojny światowej. Pozostałe to dwory kupione po 1990 roku i odremontowane na prywatne mieszkania. W około 30 dworach są muzea. Około 40 obiektów dworskich to pensjonaty, hotele i ośrodki konferencyjne, należące do firm lub osób prywatnych.
Od 1989 roku ziemiaństwo polskie prowadzi aktywną walkę o zwrot majątków ziemskich lub (gdy jest to niemożliwe) uzyskanie odszkodowania. Próbuje się przy tym podważyć dekretu PKWN z dn. 6 września 1944 jako akt prawnie nieobowiązujący nawet w ówczesnym systemie legislacji.
Poza Polską i Białorusią w każdym kraju Europy Środkowo-Wschodniej wprowadzono w życie rozwiązania prawne przewidujące rekompensaty za utracone mienie lub zwrot utraconych nieruchomości w ramach komunistycznej reformy rolnej. Zasadę odzyskania majątku w naturze (pierwszeństwa zwrotu przed odszkodowaniem) przyjęto w większości krajów (Niemcy, Czechy i Słowacja, Bułgaria, Rumunia, Litwa, Łotwa, Estonia). Od tej zasady w większości krajów przyjęto wyjątki, dotyczące sytuacji, gdy mienie nie należy do Skarbu Państwa lub nieruchomości (majątki) służące szeroko rozumianej użyteczności publicznej występują w innej formie niż zostały przejęte (np. zostały zabudowane). Na Węgrzech nie przewidziano zwrotu mienia w naturze. Odszkodowania wypłacano w formie bonów kompensacyjnych, które były papierami wartościowymi na okaziciela. Wskazuje się, że w polskich warunkach nie jest możliwa restytucja tych gruntów, które stały się przedmiotem nadań w ramach realizacji reformy rolnej lub zostały objęte ustawą z 26 października 1971 r. o uregulowaniu własności gospodarstw rolnych.

## Ziemiaństwo w innych krajach
Obecnie ziemiaństwo jest bardzo silną warstwą społeczną w Wielkiej Brytanii oraz w znacznym stopniu w Europie Zachodniej (szczególnie we Francji, Hiszpanii oraz Niemczech).